# Diócesis de Sophene
La sede titular de Sophene (en latín: Dioecesis Sophenensis y en italiano: Diocesi di Sofene), es una sede titular de la Iglesia católica.

## Historia

### Diócesis
Sofene, antigua provincia del Imperio romano, es el nombre de una antigua sede episcopal de la provincia romana de Mesopotamia en la diócesis civil de Oriente. Formaba parte del patriarcado de Antioquía y era sufragánea de la arquidiócesis de Amida, como atestigua una Notitia Episcopatuum del siglo VI.
Michel Le Quien atribuye dos obispos a esta diócesis: Arsapius, que participó en el primer concilio ecuménico de Constantinopla en 381; y Eufemio, que habló en el Concilio de Calcedonia en 451.
Sin embargo, ninguno de estos dos obispos se encuentra en las listas episcopales de los dos concilios. Las actas del Concilio de Calcedonia mencionan al obispo de Sofene, cuyo nombre sin embargo era Caiuma, y no Eufemio; no participó en el concilio, y en una ocasión los documentos fueron firmados en su lugar por el metropolitano Simeón de Amida.
A este obispo hay que añadir a Ciriaco, que participó en el concilio de Constantinopla celebrado por el patriarca Mena , y donde firmó las condenas de Severo de Antioquía y Ántimo I de Constantinopla con el título de "obispo de Sofene de la eparquía de la primera Armenia".
A principios del siglo VII, Jorge de Chipre menciona a Sophene en Armenia Quarta, y sabemos en otros lugares que Arsamosata era la capital de esta última provincia.

### Sede titular
El 26 de abril de 1900, el papa León XIII la restauró como sede titular. Se encuentra en sede vacante desde el 2 de enero de 1970, tras el fallecimiento de su último titular.

## Episcopologio

### Diócesis
| Titular     | Período           |
| ----------- | ----------------- |
| ¿Arsapio? † | mencionado en 381 |
| Caiuma †    | mencionado en 451 |
| Ciriaco †   | mencionado en 536 |

### Sede titular
| Foto | Escudo | Titular                                | Período               | Período                | Fin del cargo (razón)             |
| Foto | Escudo | Titular                                | Inicio                | Fin                    | Fin del cargo (razón)             |
| ---- | ------ | -------------------------------------- | --------------------- | ---------------------- | --------------------------------- |
|      |        | Joseph-Marie Lavest MEP †              | 26 de abril de 1900   | 22 de agosto de 1910   | Fallecido                         |
|      |        | Joseph Schrembs †                      | 10 de abril de 1969   | 7 de diciembre de 1989 | Nombrado obispo de Toledo en Ohio |
|      |        | Ricardo Sepúlveda Hermosilla †         | 18 de octubre de 1911 | 9 de junio de 1934     | Fallecido                         |
|      |        | Julio Campero y Aráoz †                | 22 de junio de 1934   | 19 de febrero de 1938  | Fallecido                         |
|      |        | Edward Aleksander Wladyslaw O’Rourke † | 13 de junio de 1938   | 27 de junio de 1943    | Fallecido                         |
|      |        | Miguel Ángel García y Aráuz †          | 16 de mayo de 1944    | 30 de abril de 1951    | Nombrado obispo de Jalapa         |
|      |        | Bolesław Kominek †                     | 26 de abril de 1951   | 1953                   | Nombrado obispo titular de Vaga   |
|      |        | Patrick Harmon Shanley OCD †           | 17 de febrero de 1953 | 2 de enero de 1970     | Fallecido                         |